# Иллуянка
Иллуянка — мифическое существо, змей в хеттской мифологии.
Сказание об Иллуянке было изложено в надписях главного святилища хеттского бога грозы в Нерике и посвящалось празднованию Нового года. Сохранились две версии сказания.
По первой версии Иллуянка, змеепоподобный гигантский монстр победил в ожесточённой схватке бога грозы Ишкура (известном также под именем Тару). Тогда мать богов Инара решила помочь Ишкуру. Она подготовила всё для пира и наполнила большие сосуды алкогольными напитками. Чтобы перехитрить Иллуянку, она всё же нуждалась в помощи человека. Поэтому богиня обратилась к некоему Гупасию. Тот согласился помочь, однако потребовал, чтобы Инара сперва с ним переспала. Богиня согласилась и взяла человека с собой на пир, на который также был приглашён и змей дракон Иллуянка со своими детьми. Драконья семья напилась вдоволь из сосудов, опьянела и уже не могла нормально передвигаться или бежать. Гупасия связал драконов так, что бог грозы смог убить их. Инара взяла человека с собой в дальние края, чтобы там жить с ним. Её условием было, чтобы Гупасия никогда не смотрел в окна. Мужчина продержался 20 дней, однако затем любопытство взяло верх, и он выглянул в окно. За окном вдалеке увидел Гупасия свою земную жену и детей, оставленных им. Полный тоски, он обратился к богине с просьбой разрешить ему уйти. Конец предания не сохранился. Предположительно Инара убила Гупасия за его непослушание и нарушение обета.
Согласно второй версии легенды об Иллуянке, роль человека более значима. И в этом случае Иллуянке удалось победить бога грозы Ишкура, причём в качестве трофея змей дракон вырвал его сердце и глаза. Совершенно беззащитный, бог женился на дочери одного «бедного человека», которая родила Ишкуру сына. Когда сын вырос, он посватался к дочери Иллуянки и потребовал в приданое сердце и глаза своего отца. Змей согласился. Когда бог грозы получил свои органы, то он выздоровел, и снова начал борьбу с Иллуянкой. На этот раз он победил и убил монстра, а вместе с ним и своего собственного сына, ставшего членом змеиной семьи.
Легенды о хеттском драконе Иллуянка соответствуют подобным о хурритском чудовище Хедамму.